# Jacques Worth
Pour les articles homonymes, voir Worth.
Jacques Worth, né le 19 août 1882 à Suresnes et mort le 23 janvier 1941 à Cannes, est un couturier et joueur de tennis français.

## Biographie
Jacques François Marie Worth est le fils de Gaston Worth, négociant, lui-même fils du couturier Charles Frederick Worth.
Membre du Tennis club de Paris, il a remporté le Championnat de France de tennis en double avec Max Decugis en 1902, 1903 et 1905. En 1901, il part en Allemagne avec Decugis et parvient en finale du tournoi de Bad Homburg. Il est aussi demi-finaliste au tournoi international de Paris disputé à Puteaux en 1901, au championnat de France en 1902 et au Internationaux de France en salle en 1904.
Formé au lycée Condorcet, il débute comme employé de commerce. Pendant la Guerre, il est décoré chevalier de la Légion d'honneur et croix de guerre. Il prend en 1922 la direction administrative de la maison Worth tandis que son frère Jean-Charles s'occupe de la direction artistique. En 1930, il est nommé président de la chambre syndicale de la couture.
Il se marie le 24 juin 1907 avec Suzanne Cartier, fille d'Alfred Cartier et petite-fille de Louis-François Cartier, créateur des bijouteries Cartier. Ils ont quatre enfants puis divorcent en 1936. Il se remarie l'année suivante avec Marie Louise Arnoult.
En 1921, c'est lui qui oriente Pierre Etchebaster des sports basques tels la chistera vers le jeu de paume, sport dont il devient lui-même l'un des meilleurs joueurs français dans les années 1920.
Le 12 février 1929, avec les autres membres fondateurs Spencer Eddy, le marquis du Vivier, Francis Roche et Eldrige Watson, il crée la Société sportive du jeu de paume et de racquets, agréée par le ministère le 28 décembre 1942.
Il décède à Cannes en 1941.